# Uta Husmeier-Schirlitz
Uta Husmeier-Schirlitz (* 1971 in Warstein) ist eine deutsche Kunsthistorikerin, Kuratorin und Museumsdirektorin.

## Werdegang
Husmeier-Schirlitz studierte von 1991 bis 2001 Kunstgeschichte, Neuere Geschichte, Archäologie und Publizistik an der Universität Münster mit einem Stipendium der Studienstiftung des deutschen Volkes. 1997 bereitete sie die Ausstellung zu Robert Delaunays Serien für das Solomon R. Guggenheim Museum in New York und Berlin vor und arbeitete am Projekt von Andrea Fraser für das Sprengel Museum Hannover mit. 2001 promovierte sie in Kunstgeschichte über das Thema Picassos Selbstbildnisse im Spannungsfeld von Individualität und Transformation.
Von 2002 bis 2004 übernahm Husmeier-Schirlitz die Projektleitungen für die Ausstellungen Das endlose Rätsel. Dalí und die Magier der Mehrdeutigkeit und Andy Warhol. The Late Work im Museum Kunstpalast in Düsseldorf.
Nach einem Lehrauftrag an der Heinrich-Heine-Universität Düsseldorf 2005 arbeitete sie von 2006 bis 2008 im Clemens Sels Museum Neuss als Kustodin für die Kunst des 15. bis 21. Jahrhunderts. Seit 2008 ist Husmeier-Schirlitz künstlerische und geschäftsführende Direktorin des Clemens Sels Museum Neuss sowie der 2010 im Kulturraum Hombroich eröffneten Museumsdependance, dem Feld-Haus. Museum für populäre Druckgrafik.
Husmeier-Schirlitz ist Mitglied im Vorstand der Stiftung Kulturpflege und Kulturförderung der Sparkasse Neuss. Seit 2020 ist sie Jurymitglied bei CITYARTISTS, einem in mehreren Städten ausgeschriebenen Kunstpreis des NRW Kultursekretariats.
Husmeier-Schirlitz ist Mitherausgeberin des jährlich erscheinenden Neusser Jahrbuchs Novaesium.

## Kuratierte Ausstellungen (Auswahl)
- 2007: MenschenBilder. Selbstbildnisse und Porträts aus dem Besitz des Clemens Sels Museums
- 2008: Pablo Picasso. Kreativität und Schaffensdrang
- 2009: Wilhelm Schmurr – Die Magie des Augenblicks. Retrospektive zum 50.Todestag
- 2010: Erlebniswelten. Neupräsentation der Kunstsammlung; Die weite Ferne so nah. Johann Wilhelm Schirmers Reiseskizzen.
- 2011: Von Ensor bis Matisse
- 2012: Sehnsucht nach Farbe. Moreau, Matisse & Co.; 100 Jahre – 100 Schätze. Das Clemens Sels Museum Neuss feiert Jubiläum
- 2015: Bert Gerresheim. Alles vexiert
- 2018: Ihrer Zeit voraus. Heinrich Campendonk – Heinrich Nauen – Jan Thorn Prikker
- 2019: Begegnungen. Die verbindende Sprache der Kunst
- 2021: Erzähl’ mir mehr …! Zeugnisse jüdischen Lebens in Neuss
- 2022: Finde deinen Zugang! Digital zum Original
- 2023: Die Kunst der Wahrnehmung. Jürgen Paatz. Malerei.

## Veröffentlichungen (Auswahl)
- Picassos Selbstbildnisse im Spannungsfeld von Individualität und Transformation,  Verlag Peter Lang, Frankfurt am Main,u. a., 2005 (Reihe: Europäische Hochschulschriften / European University Studies / Publications Universitaires Européennes, Band 406), ISBN 978-3-631-52448-0
- Pablo Picasso. Kreativität und Schaffensdrang. Clemens Sels Museum Neuss, 2008, ISBN 978-3-936542-37-0
- Wilhem Schmurr. Die Magie des Augenblicks. Clemens Sels Museum Neuss, 2009, ISBN 978-3-936542-44-8
- Von Ensor bis Matisse. Hommage an Irmgard Feldhaus (1920–2010). Clemens Sels Museum Neuss, 2009, ISBN 978-3-936542-55-4
- Johann Wilhelm Schirmer. Vom Rheinland in die Welt. Hrsg. Von Marcell Perse, Bettina Baumgärtel, Irene Haberland, Uta Husmeier-Schirlitz, Elmar Scheuren und Wolfgang Vomm. Michael Imhof Verlag, Petersberg 2010. ISBN 978-3-86568-486-8
- Sehnsucht nach Farbe. Moreau, Matisse & Co. Clemens Sels Museum Neuss, 2012, ISBN 978-3-936542-69-1
- Bert Gerresheim. Alles vexiert. Hommage zum 80. Geburtstag. Clemens Sels Museum Neuss, 2015, ISBN 978-3-936542-74-5
- Ihrer Zeit voraus. Heinrich Campendonk – Heinrich Nauen – Johan Thorn Prikker. Sandstein Verlag, Dresden 2018. ISBN 978-3-95498-433-6
- Begegnungen. Die verbindende Sprache der Kunst. Sandstein Verlag, Dresden 2018, ISBN 978-3-95498-492-3
- Jürgen Paatz. (fast) alles. Hrsg. v. Freundeskreis Museum Kunsthaus & Koekkoek-Haus Kleve e.V. und Clemens Sels Museum Neuss. grass publishers, Brauweiler 2023, ISBN 978-3-946848-24-0